# 494 Virtus
494 Virtus este un asteroid din centura principală, descoperit pe 7 octombrie 1902, de Max Wolf.